# Beaupréau-en-Mauges
Beaupréau-en-Mauges é uma comuna francesa na região administrativa da Pays de la Loire, no departamento de Maine-et-Loire. Estende-se por uma área de 230,45 km². Em 2010 a comuna tinha 24 115 habitantes (densidade: 104,6 hab./km²).
A municipalidade foi estabelecida em 15 de dezembro de 2015 e consiste na fusão das antigas comunas de Andrezé, Beaupréau, La Chapelle-du-Genêt, Gesté, Jallais, La Jubaudière, Le Pin-en-Mauges, La Poitevinière, Saint-Philbert-en-Mauges e Villedieu-la-Blouère.